# Transformée de Fourier à court terme
 (mars 2015).
Si vous disposez d'ouvrages ou d'articles de référence ou si vous connaissez des sites web de qualité traitant du thème abordé ici, merci de compléter l'article en donnant les références utiles à sa vérifiabilité et en les liant à la section « Notes et références ».
La transformée de Fourier à court terme (TFCT), ou transformée de Fourier locale (en anglais Short-Time Fourier Transform (STFT)) ou encore transformée de Fourier à fenêtre glissante est une transformation liée aux transformées de Fourier utilisée pour déterminer la fréquence sinusoïdale et la phase d'une section locale d'un signal. Le carré de son module donne le spectrogramme.

## Transformée de Fourier locale

### Transformée de Fourier locale continue
Dans le cas continu, la fonction à transformer est multipliée par une autre fonction qui n'est pas nulle seulement pour une petite période de temps (une fonction à support compact ou a décroissance rapide dite fenêtre). Mathématiquement elle s'écrit :
{\displaystyle \mathbf {STFT} \left\{x(t)\right\}\equiv X(\tau ,\omega )=\int _{-\infty }^{\infty }x(t)w(t-\tau )\mathrm {e} ^{-j\omega t}\,\mathrm {d} t}
où {\displaystyle w} est la fonction de fenêtrage. Ici, j désigne l'unité imaginaire.
Lorsque la fonction de fenêtrage est une fonction gaussienne, la transformée de Fourier à court terme est également appelée transformée de Gabor.

### Transformée de Fourier locale discrète
La transformée de Fourier locale discrète est définie par :

Calcul local d'une transformée de Fourier pour un signal sonore.

{\displaystyle \mathbf {STFT} \left\{x[n]\right\}\equiv X(m,\omega )=\sum _{n=-\infty }^{\infty }x[n]w[n-m]\mathrm {e} ^{-j\omega n}} 

## Transformée de Fourier locale inverse
La transformée de Fourier locale est inversible, le signal d'origine peut être retrouvé en appliquant à la transformée la transformée de Fourier locale inverse.